# Camponotus aruensis
Camponotus aruensis é uma espécie de inseto do gênero Camponotus, pertencente à família Formicidae.